# دیوید فوکس (شناگر)
دیوید فوکس (به انگلیسی: David Fox) (زادهٔ ۲۵ فوریهٔ ۱۹۷۱) شناگر اهل ایالات متحده آمریکا است.